# Akzhol Majmudov
Akzhol Majmudov (en kirguís, Акжол Махмудов; Osh, 15 de abril de 1999) es un deportista kirguís que compite en lucha grecorromana.
Participó en dos Juegos Olímpicos de Verano, obteniendo dos medallas, plata en Tokio 2020 y bronce en París 2024, en la categoría de 77 kg.
Ganó dos medallas de oro en el Campeonato Mundial de Lucha, en los años 2022 y 2023.

## Palmarés internacional
| Juegos Olímpicos   | Juegos Olímpicos  | Juegos Olímpicos  | Juegos Olímpicos |
| Año                | Lugar             | Medalla           | Categoría        |
| ------------------ | ----------------- | ----------------- | ---------------- |
| 2020               | Tokio (Japón)     | Medalla de plata  | 77 kg            |
| 2024               | París (Francia)   | Medalla de bronce | 77 kg            |
| Campeonato Mundial |                   |                   |                  |
| Año                | Lugar             | Medalla           | Categoría        |
| 2022               | Belgrado (Serbia) | Medalla de oro    | 77 kg            |
| 2023               | Belgrado (Serbia) | Medalla de oro    | 77 kg            |